# BAFTA 2023
O British Academy Film Awards de 2023, mais conhecido como BAFTA 2023, ou no original em inglês: 76th British Academy Film Awards, foi a 76ª edição dos Prémios da Academia Britânica de Cinema realizada 19 de fevereiro de 2023 no Royal Festival Hall localizado no Southbank Centre em Londres, organizado pela Academia Britânica de Artes Cinematográficas e Televisivas (BAFTA) homenageou os melhores longas-metragens e documentários de qualquer nacionalidade exibidos nos cinemas britânicos em 2022.
No dia 6 de Janeiro de 2023, a British Academy of Film and Television Arts revelou sua longlist contendo os finalistas em diversas categorias, marcando o fim da primeira rodada de votações. A segunda rodada, que determina os indicados, foi encerrada no dia 13 de Janeiro. As indicações foram anunciadas em 19 de janeiro de 2023 por meio de uma transmissão ao vivo global, apresentada pela atriz Hayley Atwell e o ator Toheeb Jimoh, da recém-reformada sede da instituição de caridade artística BAFTA 195 Piccadilly, em Londres. Os indicados ao EE Rising Star Award, que é a única categoria votada pelo público britânico, foram anunciados em 17 de janeiro de 2023.
O drama anti-guerra em alemão, Im Westen nichts Neues recebeu o maior número de indicações com quatorze, igualando o recorde estabelecido por Crouching Tiger, Hidden Dragon em 2001 de maior número de indicações por um filme em língua estrangeira; The Banshees of Inisherin e Everything Everywhere All at Once seguiram com dez indicações cada.
No entanto, as indicações também foram notáveis por não reconhecer amplamente Avatar: The Way of Water, The Fabelmans e Top Gun: Maverick, favoritos em várias outras premiações, de categorias principais, e por Bardo, RRR e Women Talking serem completamente excluídos.

## Cerimônia
A cerimônia foi realizada em 19 de fevereiro de 2023 na sala de concerto Royal Festival Hall, situada no South Bank do Rio Tâmisa (Londres). Primeira vez desde 2016 (69.º British Academy Film Awards) que a cerimônia não foi realizada no Royal Albert Hall (situado no bairro londrino de South Kensington); mudança é devido um novo acordo entre a Academia Britânica de Artes Cinematográficas e Televisivas e o Southbank Centre, e alinha os prêmios de cinema com os Prêmios da Academia Britânica de Cinema e o Prêmios dos Jogos da Academia Britânica, já realizados naquele local.
A cerimônia foi apresentada pelo ator indicado ao BAFTA e ao Oscar, Richard E. Grant, enquanto a personalidade da televisão britânica Alison Hammond foi a anfitriã nos bastidores, dando aos espectadores o que era anunciada como uma "experiência de acesso a todas as áreas". Além disso, os apresentadores Vick Hope e o crítico de cinema da BBC Radio 1, Ali Plumb, apresentaram o pré-show no tapete vermelho. A transmissão foi ao ar na BBC One e BBC iPlayer no Reino Unido além de ser distribuída globalmente.

## Vencedores e Indicados

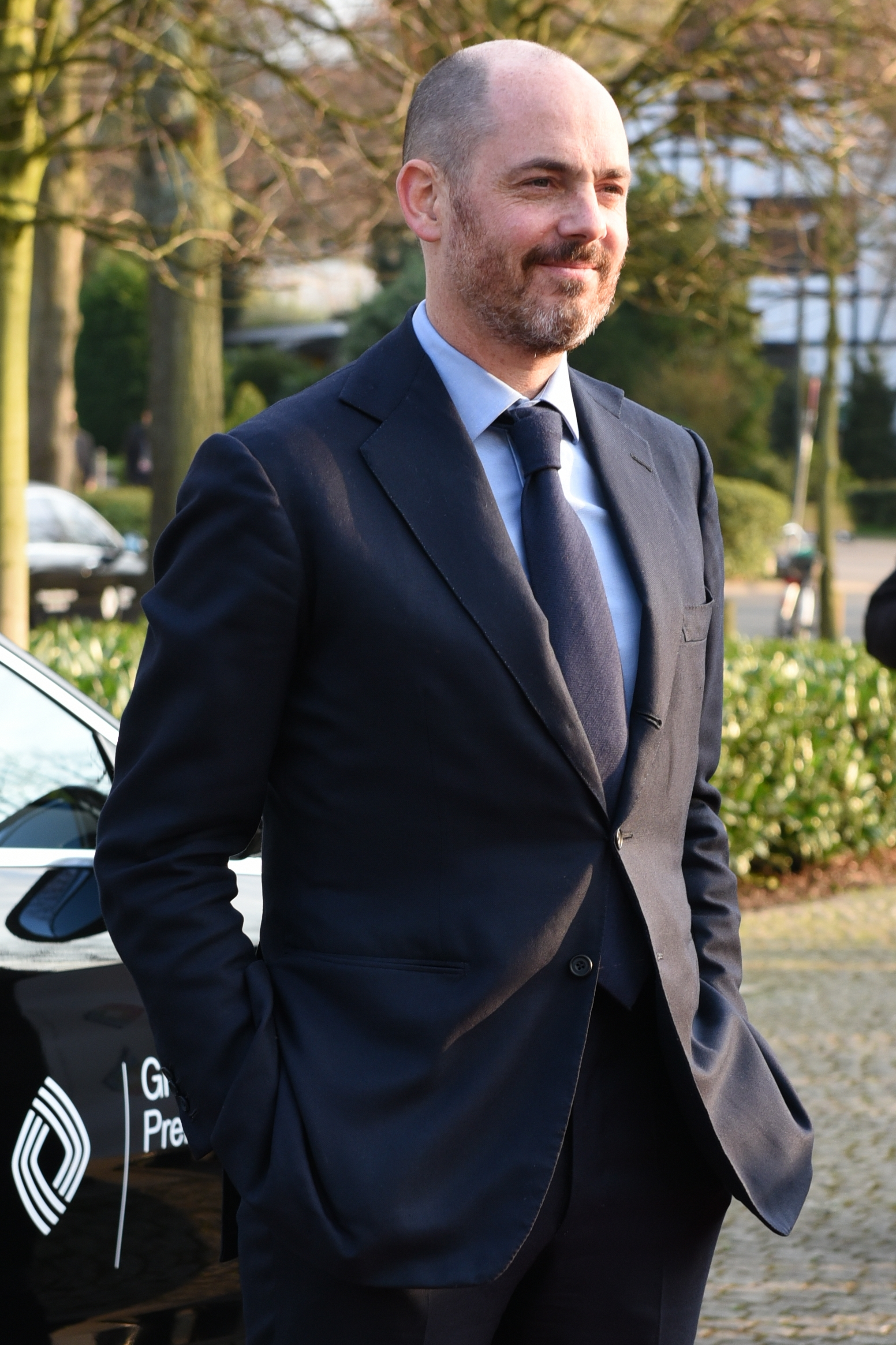
Edward Berger, Vencedor de Melhor Diretor, convencedor de Melhor Roteiro Adaptado e Melhor Filme Não em Língua Inglesa

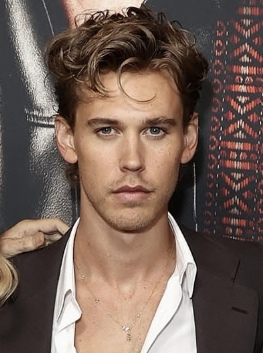
Austin Butler, Vencedor de Melhor Ator

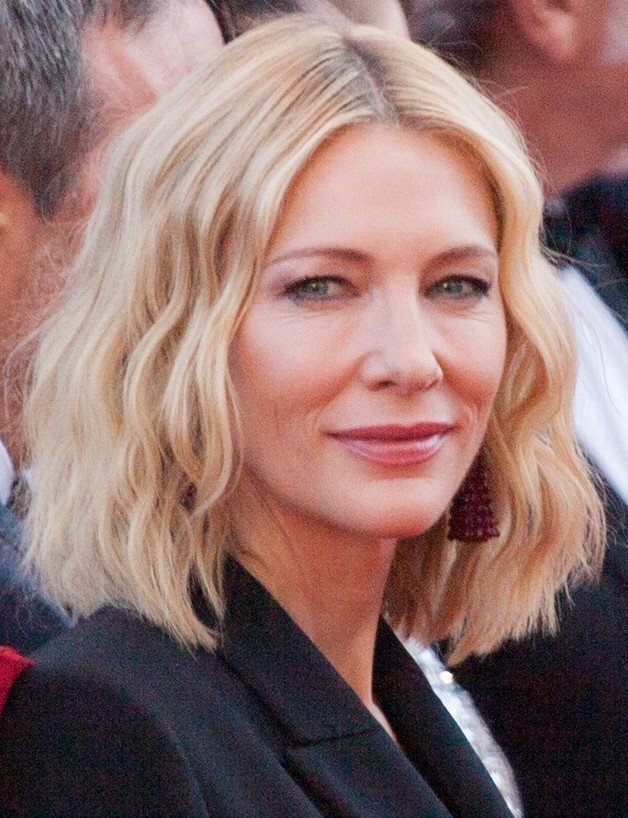
Cate Blanchett, Vencedora de Melhor Atriz

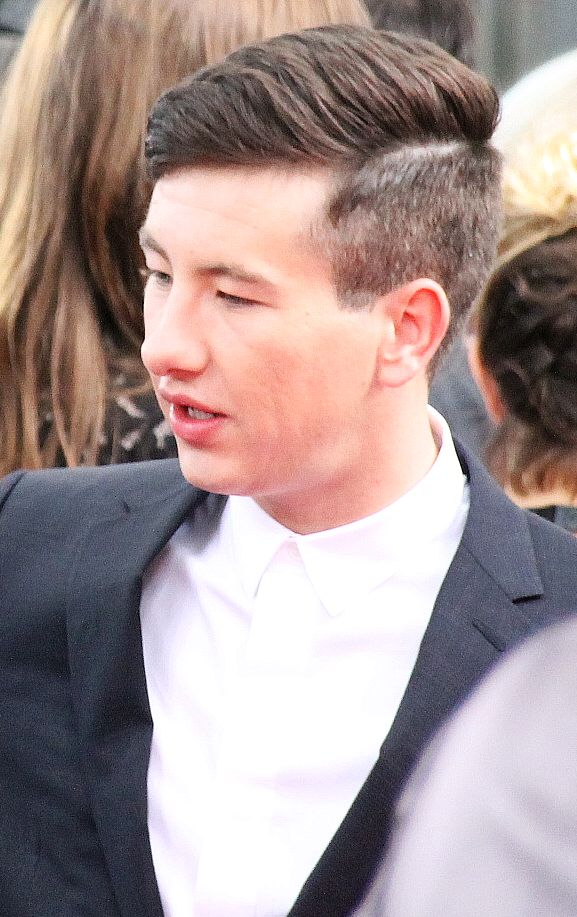
Barry Keoghan, Vencedor de Melhor Ator Coadjuvante

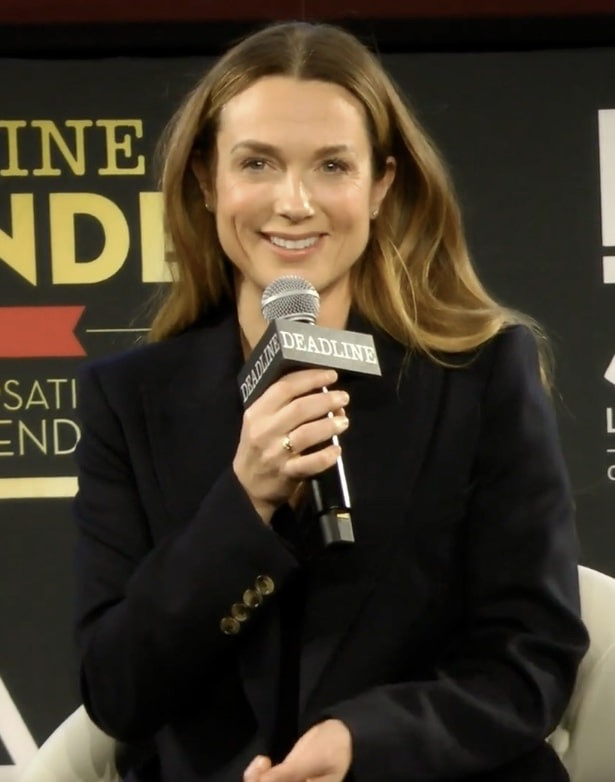
Kerry Condon, Vencedora de Melhor Atriz Coadjuvante

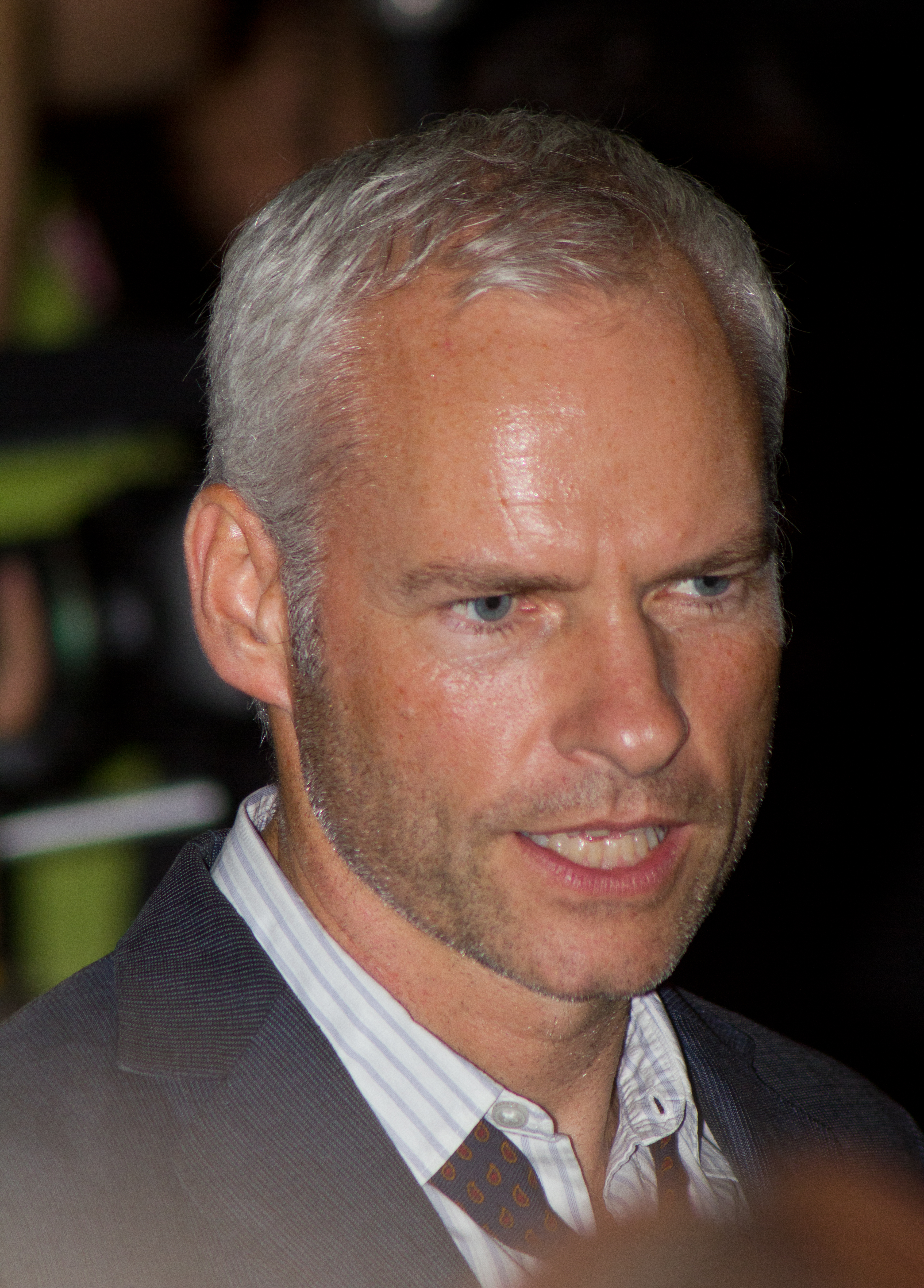
Martin McDonagh, Vencedor de Melhor Roteiro Original e Convencedor de Melhor Filme Britânico

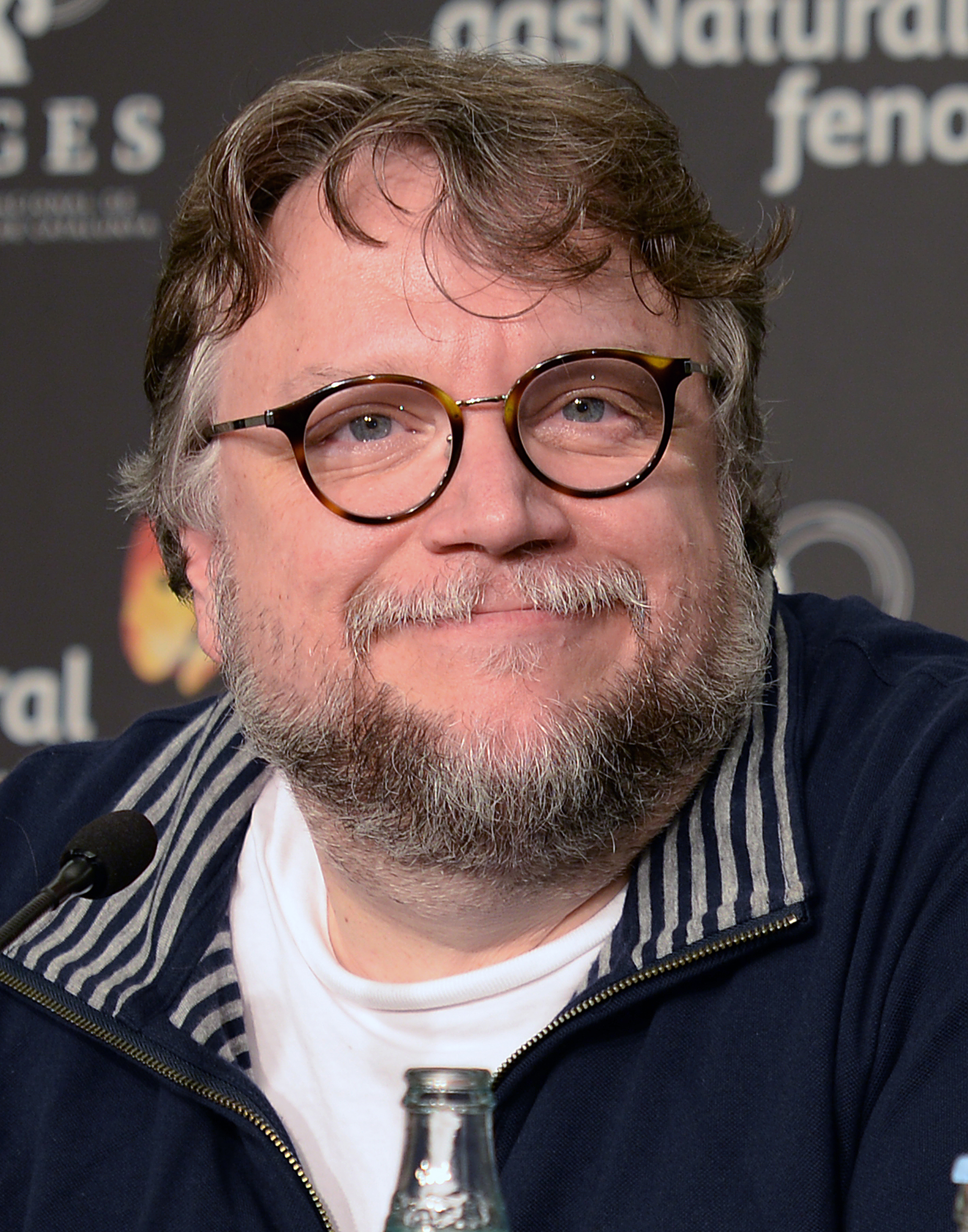
Guillermo del Toro, Convencedor de Melhor Filme de Animação

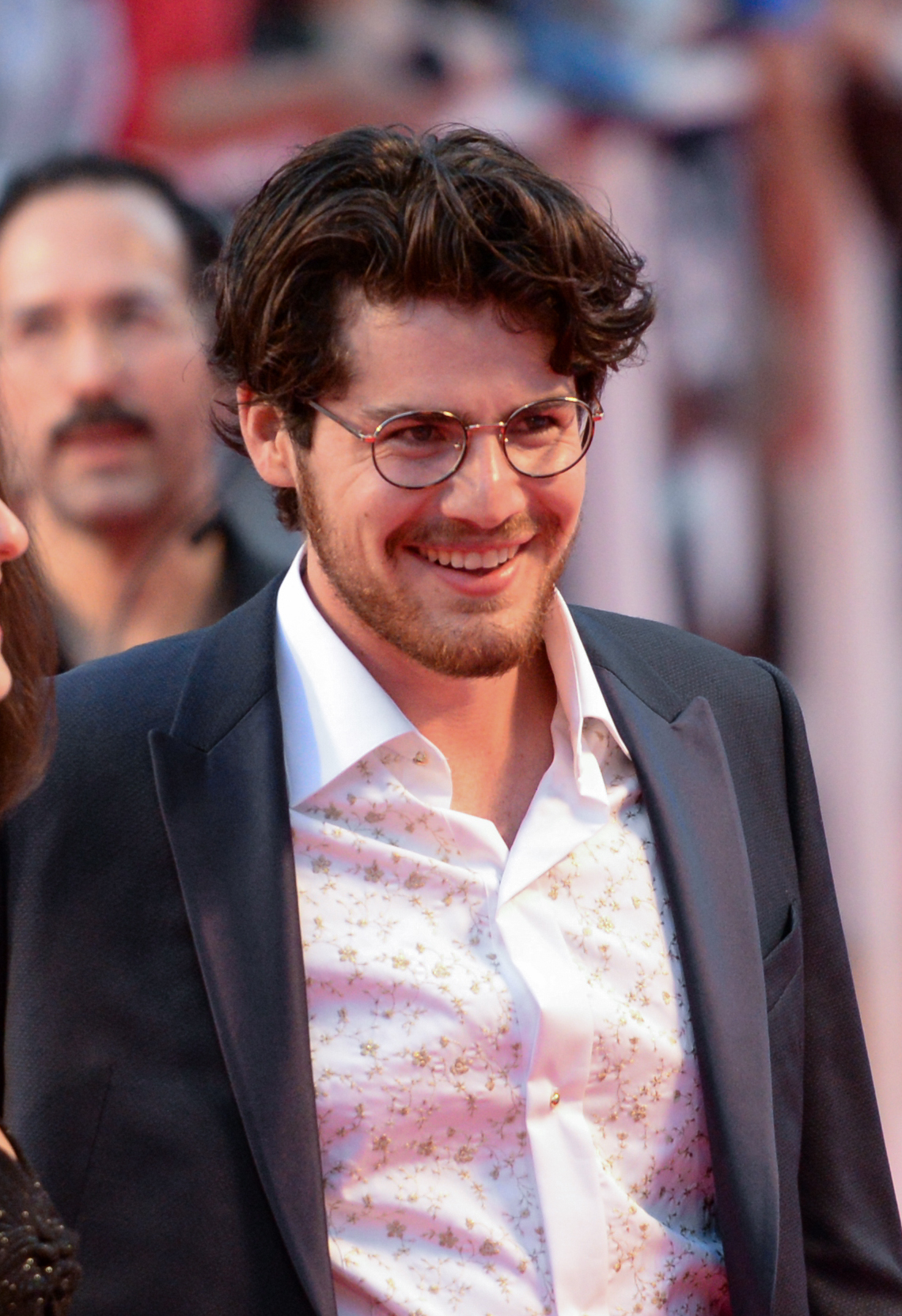
Daniel Roher, convencedor de Melhor Documentário

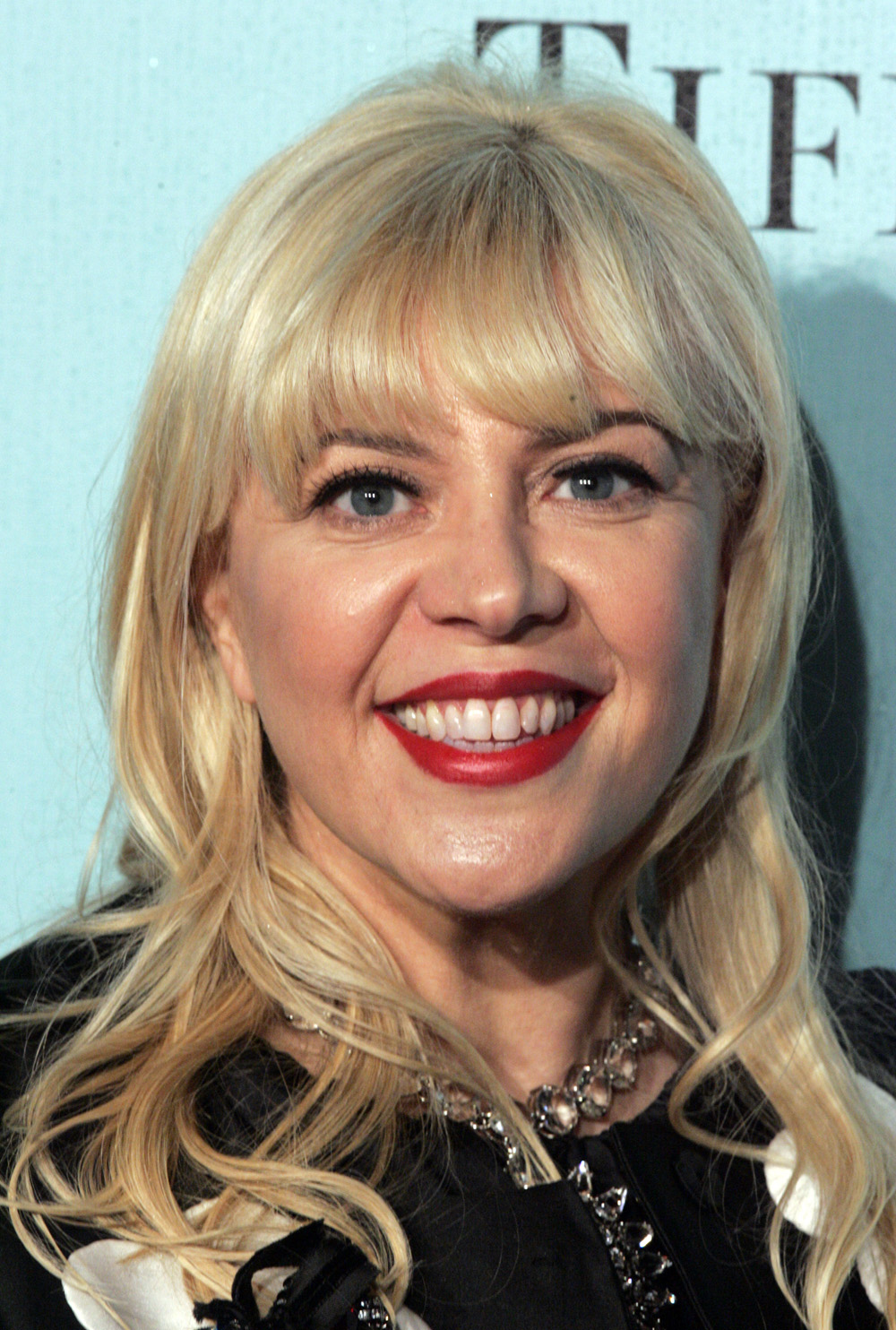
Catherine Martin, Vencedora de Melhor Figurino

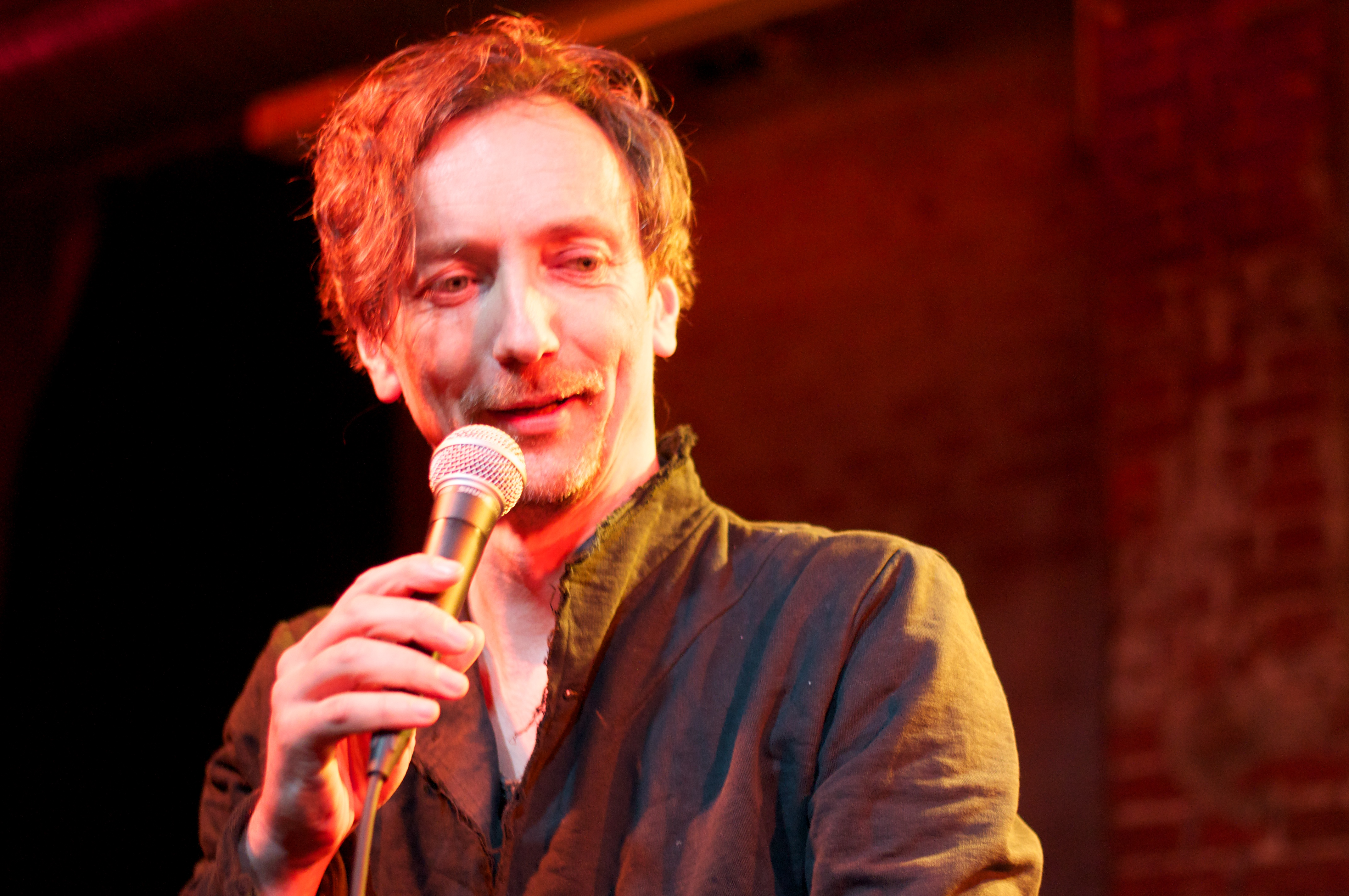
Volker Bertelmann, Vencedor de Melhor Trilha Sonora Original

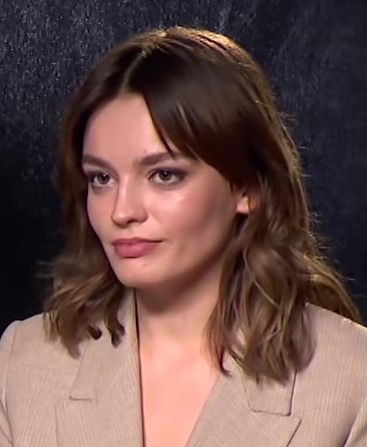
Emma Mackey, Vencedora do prêmio EE Rising Star

A lista com pré-indicados ao BAFTA foram reveladas em 6 de janeiro de 2023, apresentando entre dez e dezesseis indicados em cada categoria. Os indicados foram anunciados em 19 de janeiro de 2023. Os vencedores foram anunciados em 19 de fevereiro de 2023.
Abaixo os filmes indicados, vencedores estarão em negrito.

### BAFTA Fellowship
- Sandy Powell[29]

### Premiações
| Melhor Filme Im Westen nichts Neues – Malte Grunert - The Banshees of Inisherin – Graham Broadbent, Peter Czernin e Martin McDonagh - Elvis – Gail Berman, Baz Luhrmann, Catherine Martin, Patrick McCormick e Schuyler Weiss - Everything Everywhere All at Once – Daniel Kwan, Daniel Scheinert e Jonathan Wang - Tár – Todd Field, Scott Lambert e Alexandra Milchan | Melhor Direção Edward Berger – Im Westen nichts Neues - Park Chan-wook – Heojil gyeolsim (Decision to Leave) - Todd Field – Tár - Daniel Kwan e Daniel Scheinert – Everything Everywhere All at Once - Martin McDonagh – The Banshees of Inisherin - Gina Prince-Bythewood – The Woman King |
| Melhor Ator Austin Butler em Elvis como Elvis Presley - Brendan Fraser em The Whale como Charlie - Colin Farrell em The Banshees of Inisherin como Pádraic Súilleabháin - Daryl McCormack em Good Luck to You, Leo Grande como Leo Grande / Connor - Paul Mescal em Aftersun como Calum Paterson - Bill Nighy em Living como Mr. Williams | Melhor Atriz Cate Blanchett em Tár como Lydia Tár - Ana de Armas em Blonde como Norma Jeane Mortensen (Marilyn Monroe) - Viola Davis em The Woman King como General Nanisca - Emma Thompson em Good Luck to You, Leo Grande como Nancy Stokes / Susan Robinson - Danielle Deadwyler em Till como Mamie Till-Bradley - Michelle Yeoh em Everything Everywhere All at Once como Evelyn Wang                                                                           |
| Melhor Ator Coadjuvante Barry Keoghan – The Banshees of Inisherin como Dominic Kearney - Brendan Gleeson – The Banshees of Inisherin como Colm Doherty - Ke Huy Quan – Everything Everywhere All at Once como Waymond Wang - Eddie Redmayne – The Good Nurse como Charles Cullen - Albrecht Schuch – Im Westen nichts Neues como Stanislaus "Kat" Katczinsky - Micheal Ward – Empire of Light como Stephen | Melhor Atriz Coadjuvante Kerry Condon – The Banshees of Inisherin como Siobhán Súilleabháin - Angela Bassett – Black Panther: Wakanda Forever como Rainha Ramonda - Hong Chau – The Whale como Liz - Jamie Lee Curtis – Everything Everywhere All at Once como Deirdre Beaubeirdre - Dolly de Leon – Triangle of Sadness como Abigail - Carey Mulligan – She Said como Megan Twohey                                                                                 |
| Melhor Roteiro Original Martin McDonagh – The Banshees of Inisherin - Todd Field – Tár - Tony Kushner e Steven Spielberg – The Fabelmans - Daniel Kwan e Daniel Scheinert – Everything Everywhere All at Once - Ruben Östlund – Triangle of Sadness | Melhor Roteiro Adaptado Edward Berger – Im Westen nichts Neues - Colm Bairéad – An Cailín Ciúin (The Quiet Girl) - Samuel D. Hunter – The Whale - Kazuo Ishiguro – Living - Rebecca Lenkiewicz – She Said |
| Melhor Cinematografia Im Westen nichts Neues – James Friend - The Batman – Greig Fraser - Elvis – Mandy Walker - Empire of Light – Roger Deakins - Top Gun: Maverick – Claudio Miranda | Melhor Estreia Britânica Aftersun – Charlotte Wells (roteirista/diretora) - Blue Jean – Georgia Oakley (roteirista/diretora) e Hélène Sifre (produtora) - Electric Malady – Marie Lidén (diretor) - Good Luck to You, Leo Grande – Katy Brand (roteirista) - Rebellion – Elena Sánchez Bellot e Maia Kenworthy (diretoras) |
| Melhor Filme Britânico The Banshees of Inisherin – Martin McDonagh, Graham Broadbent e Peter Czernin - Aftersun – Charlotte Wells, Mark Ceryak, Amy Jackson, Barry Jenkins e Adele Romanski - Brian and Charles – Jim Archer, Rupert Majendie, David Earl e Chris Hayward - Empire of Light – Sam Mendes e Pippa Harris - Good Luck to You, Leo Grande – Sophie Hyde, Debbie Gray, Adrian Politowski e Katy Brand - Living – Oliver Hermanus, Elizabeth Karlsen, Stephen Woolley e Kazuo Ishiguro - Roald Dahl's Matilda the Musical – Matthew Warchus, Tim Bevan, Eric Fellner, Jon Finn, Luke Kelly e Dennis Kelly - See How They Run – Tom George, Gina Carter, Damian Jones e Mark Chappell - The Swimmers – Sally El Hosaini, Tim Bevan, Tim Cole, Eric Fellner, Ali Jaafar e Jack Thorne - The Wonder – Sebastián Lelio, Ed Guiney, Juliette Howell, Andrew Lowe, Tessa Ross, Alice Birch e Emma Donoghue | Melhor Documentário Navalny – Daniel Roher, Diane Becker, Shane Boris, Melanie Miller e Odessa Rae - All That Breathes – Shaunak Sen, Teddy Leifer e Aman Mann - All the Beauty e the Bloodshed – Laura Poitras, Howard Gertler, Nan Goldin, Yoni Golijov e John Lyons - Fire of Love – Sara Dosa, Shane Boris e Ina Fichman - Moonage Daydream – Brett Morgen |
| Melhor Trilha Sonora Im Westen nichts Neues – Volker Bertelmann - Babylon – Justin Hurwitz - The Banshees of Inisherin – Carter Burwell - Everything Everywhere All at Once – Son Lux - Guillermo del Toro's Pinocchio – Alexandre Desplat | Melhor Som Im Westen nichts Neues – Lars Ginzsel, Frank Kruse, Viktor Prášil e Markus Stemler - Avatar: The Way of Water – Christopher Boyes, Michael Hedges, Julian Howarth, Gary Summers e Gwendolyn Yates Whittle - Elvis – Michael Keller, David Lee, Andy Nelson e Wayne Pashley - Tár – Deb Adair, Stephen Griffiths, Andy Shelley, Steve Single e Roland Winke - Top Gun: Maverick – Chris Burdon, James H. Mather, Al Nelson, Mark Taylor e Mark Weingarten |
| Melhor Design de Produção Elvis – Catherine Martin, Karen Murphy e Beverley Dunn - Im Westen nichts Neues – Christian M. Goldbeck e Ernestine Hipper - Babylon – Florencia Martin e Anthony Carlino - The Batman – James Chinlund e Lee Sandales - Guillermo del Toro's Pinocchio – Curt Enderle e Guy Davis | Melhores Efeitos Visuais Avatar: The Way of Water – Richard Baneham, Daniel Barrett, Joe Letteri e Eric Saindon - Im Westen nichts Neues – Markus Frank, Kamil Jafar, Viktor Müller e Frank Petzold - The Batman – Russell Earl, Dan Lemmon, Anders Langlands e Dominic Tuohy - Everything Everywhere All at Once – Benjamin Brewer, Ethan Feldbau, Jonathan Kombrinck e Zak Stoltz - Top Gun: Maverick – Seth Hill, Scott R. Fisher, Bryan Litson e Ryan Tudh      |
| Melhor Figurino Elvis – Catherine Martin - Im Westen nichts Neues – Lisy Christl - Amsterdam – J.R. Hawbaker e Albert Wolsky - Babylon – Mary Zophres - Mrs. Harris Goes to Paris – Jenny Beavan | Melhor Maquiagem e Caracterização Elvis – Jason Baird, Mark Coulier, Louise Coulston e Shane Thomas - Im Westen nichts Neues – Heike Merker - The Batman – Naomi Donne, Mike Marino e Zoe Tahir - Roald Dahl's Matilda the Musical – Naomi Donne, Barrie Gower e Sharon Martin - The Whale – Anne Marie Bradley, Judy Chin e Adrien Morot |
| Melhor Edição Everything Everywhere All at Once – Paul Rogers - Im Westen nichts Neues – Sven Budelmann - The Banshees of Inisherin – Mikkel E. G. Nielsen - Elvis – Jonathan Redmond e Matt Villa - Top Gun: Maverick – Eddie Hamilton | Melhor Filme Estrangeiro Im Westen nichts Neues ( Alemanha) – Edward Berger e Malte Grunert - Argentina, 1985 ( Argentina) – Santiago Mitre, Victoria Alonso, Agustina Llambi Campbell, Axel Kuschevatzky e Federico Posternak - Corsage ( Áustria) – Marie Kreutzer - Heojil gyeolsim ( Coreia do Sul) – Park Chan-wook e Ko Dae-seok - An Cailín Ciúin ( Irlanda) – Colm Bairéad e Cleona Ní Chrualaoí                                                            |
| Melhor Filme de Animação Guillermo del Toro's Pinocchio – Guillermo del Toro, Mark Gustafson, Gary Ungar e Alex Bulkley - Marcel the Shell with Shoes On – Dean Fleischer Camp, Andrew Goldman, Elisabeth Holm, Caroline Kaplan e Paul Mezey - Puss in Boots: The Last Wish – Joel Crawford e Mark Swift - Turning Red – Domee Shi e Lindsey Collins | Melhor Curta-Metragem em Animação The Boy, the Mole, the Fox and the Horse – Peter Baynton, Charlie Mackesy, Cara Speller e Hannah Minghella - Middle Watch – John Stevenson, Aiesha Penwarden e Giles Healy - Your Mountain is Waiting – Hannah Jacobs, Zoe Muslim e Harriet Gillian |
| Melhor Curta-Metragem Britânico An Irish Goodbye – Tom Berkeley e Ross White - The Ballad of Olive Morris – Alex Kayode-Kay - Bazigaga – Jo Ingabire Moys e Stephanie Charmail - Bus Girl – Jessica Henwick e Louise Palmkvist Hansen - A Drifting Up – Jacob Lee | Melhor Escolha de Elenco Elvis – Nikki Barrett e Denise Chamian - Aftersun – Lucy Pardee - Im Westen nichts Neues – Simone Bär - Everything Everywhere All at Once – Sarah Halley Finn - Triangle of Sadness – Pauline Hansson |
| Melhor Ator/Atriz em Ascensão (votado pelos fãs) EE Rising Star Award Emma Mackey - Naomi Ackie - Sheila Atim - Daryl McCormack - Aimee Lou Wood | BAFTA Fellowship Sandy Powell |

## Estatísticas
| Indicações | Filme                               |
| ---------- | ----------------------------------- |
| 14         | Im Westen nichts Neues              |
| 10         | The Banshees of Inisherin           |
| 10         | Everything Everywhere All at Once   |
| 9          | Elvis                               |
| 5          | Tár                                 |
| 4          | Aftersun                            |
| 4          | The Batman                          |
| 4          | Good Luck to You, Leo Grande        |
| 4          | Top Gun: Maverick                   |
| 4          | The Whale                           |
| 3          | Babylon                             |
| 3          | Empire of Light                     |
| 3          | Guillermo del Toro's Pinocchio      |
| 3          | Living                              |
| 3          | Triangle of Sadness                 |
| 2          | Avatar: The Way of Water            |
| 2          | Heojil gyeolsim (Decision to Leave) |
| 2          | An Cailín Ciúin (The Quiet Girl)    |
| 2          | Roald Dahl's Matilda the Musical    |
| 2          | She Said                            |
| 2          | The Woman King                      |

| Prêmios | Filmes                    |
| ------- | ------------------------- |
| 7       | Im Westen nichts Neues    |
| 4       | The Banshees of Inisherin |
| 4       | Elvis                     |

## In Memoriam
A In Memoriam deste ano foi apresentada a partir de um cover acústico da música "Remember" de Becky Hill e David Guetta.

As seguintes pessoas apareceram:
- Vangelis Papathanassiou
- Hugh Hudson
- Angela Lansbury
- Biyi Bandele
- Raquel Welch
- Irene Cara
- James Caan
- Louise Fletcher
- Jean-Luc Godard
- Burt Bacharach
- Monty Norman
- David Warner
- Leslie Phillips
- Gina Lollobrigida
- Paul Sorvino
- Ray Liotta
- Mike Hodges
- Jimmy Flynn
- Irene Papas
- Mylène Demongeot
- Charlbi Dean
- Anne Heche
- William Hurt
- Sylvia Syms
- Mamoun Hassan
- Simone Bär
- Deborah Saban
- Jaspreet Bal Squires
- Chris Tucker
- Tim Devine
- Sydney Samuelson
- Olivia Newton-John
- Robbie Coltrane